# Епархия Агуаскальентеса
Епархия Агуаскальентеса (лат. Dioecesis de Aguas Calientes) — епархия Римско-Католической церкви с центром в городе Агуаскальентес, Мексика. Епархия Агуаскальетеса входит в митрополию Гвадалахары. Кафедральным собором епархии Агуаскальентеса является церковь Успения Пресвятой Девы Марии.

## История
27 августа 1899 года Римский папа Лев XIII выпустил буллу Apostolica Sedes, которой учредил епархию Агуаскальентеса, выделив её из архиепархии Гвадалахары.

## Ординарии епархии
- епископ José María de Jesús Portugal y Serratos (8.03.1902 — 27.11.1912);
- епископ Ignacio Valdespino y Díaz (9.01.1913 — 12.05.1928);
- епископ José de Jesús López y González (20.09.1929 — 11.11.1950);
- епископ Salvador Quezada Limón (20.10.1951 — 28.01.1984);
- епископ Rafael Muñoz Núñez (1.06.1984 — 18.05.1998);
- епископ Ramón Godínez Flores (18.05.1998 — 20.04.2007);
- епископ José María De la Torre Martín (31.01.2008 — по настоящее время).

## Источник
- Annuario Pontificio, Libreria Editrice Vaticana, Città del Vaticano, 2003, ISBN 88-209-7422-3